# Magyarországi Bolgárok Egyesülete

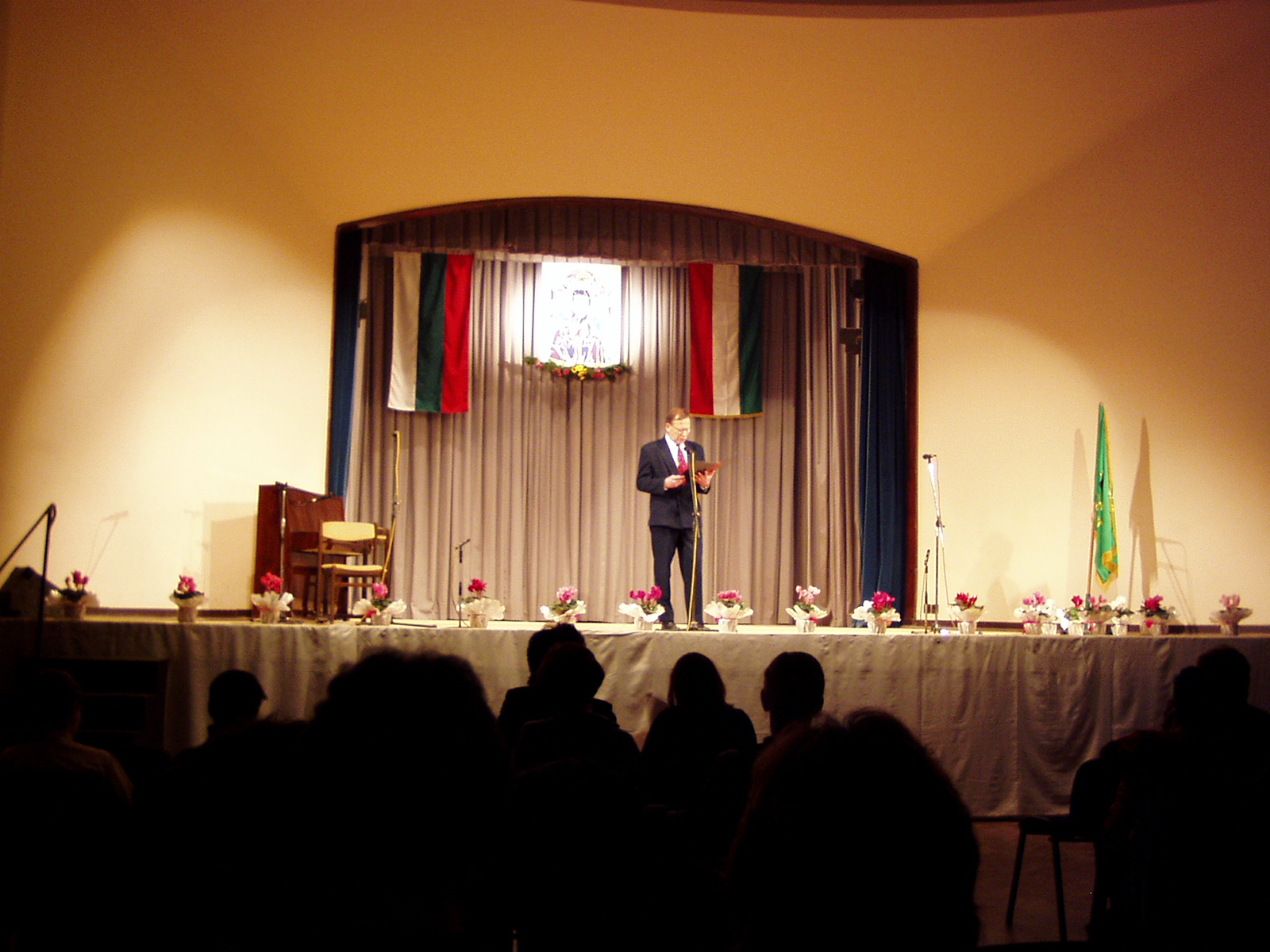
Ünnepség a Magyarországi Bolgárok Egyesülete székházában, a Bolgár Kultúrotthonban

A Magyarországi Bolgárok Egyesülete (bolgárul: Дружество на българите в Унгария) 1914-ben alakult Budapesten, azóta folyamatosan működik. Kezdetben a magyarországi bolgár kertészek egyesülete, később az összes magyarországi bolgár legfontosabb társadalmi szervezetévé vált. A bolgár kisebbségi önkormányzatokban a képviselők nagy többsége a Magyarországi Bolgárok Egyesületének jelöltjei. A szervezet elnöke Tanev Dimiter.

## Megalakulása
1914. július 27-én Lazar Ivanov kezdeményezésére egy 17 tagú szervezőbizottság elhatározza, hogy megalapítja a Magyarországi Bolgárok Egyesületét, és aláírásgyűjtést kezd tagok toborzására. 6 nap alatt 170-en jelentkeznek, és összesen 4345 aranykoronát adnak össze. 1914. augusztus 2-án összehívják az alapító közgyűlést. A Sztefan Gjokov által javasolt alapszabályt egyhangúlag elfogadják, s megválasztják az első elnökséget Lazar Ivanov vezetésével. Dimitar Dimitrov, az egyesület házigazdája átengedi a Lónyai u. 11. sz. alatti lakását az egyesületi klub céljaira.

## Tevékenysége
1916 májusában a Magyarországi Bolgárok Egyesülete gyűlése elhatározza, hogy alapot hoznak létre egy iskola és egy templom felépítésére. 1923-ban Miskolcon  iskola és  kápolna nyíilik. 1932-ben a kolónia adományaiból felépül a budapesti Vágóhíd utcai Szent Cirill és Szent Metód Bolgár Ortodox Templom, 1953-ban pedig elkezdődik a gyűjtés bolgár művelődési ház felépítésére. 445 család összesen 2 725 000 forintot adományoz e célra. A művelődési ház (Bolgár Kultúrotthon) 1957 őszén nyílik meg, jelenleg is az Egyesület székháza. 1982-ben  megnyitja kapuit a Bolgár Kultúrotthon szállodarészleg és az étterem.

## Külső hivatkozások
- Magyarországi Bolgárok Egyesülete